# 250
El 250 (CCL) fou un any comú començat en dimarts del calendari julià.

## Esdeveniments
- Els gots arrasen Òlbia.[1]
- Inici de la persecució deciana dels cristians.[2]
- Cebrià abandona Cartago davant les exigències de les autoritats romanes de la ciutat de dedicar sacrificis a l'emperador.[3]

## Necrològiques
- Bàbiles, patriarca d'Antioquia (data aproximada).[4]